# William Miller (historiador)
William Miller   (Wigton, 8 de desembre de 1864 - Durban, 23 d'octubre de 1945) fou un periodista i historiador britànic especialitzat en l'estudi de l'edat mitjana i, particularment, Grècia sota el domini franc.

## Biografia
Fill d'un propietari de mina de Cumberland, Miller fou educat a la Rugby School i posteriorment a la Universitat d'Oxford. El 1895 es casà amb Ada Mary Wright i el 1896 publicà The Balkans, seguit per Travels and Politics in the Near East el 1898.
El 1903 marxà d'Anglaterra a Itàlia amb la seva muller. Malgrat els esforços de Ronald Burrows per reclutar-lo com a primer titular de la Càtedra d'Història, Llengua i Literatura de la Grècia Moderna i Bizantina de la Universitat de Londres, romangueren a l'estranger durant la resta de la seva vida. Primer visqueren a Roma fins al 1923, data de l'arribada al poder de Benito Mussolini, i després a Atenes, on Miller estigué associat a l'Escola Britànica d'Atenes fins a la invasió alemanya de Grècia el 1941. Durant la seva estada a Atenes, també fou corresponsal del diari britànic Morning Post.
A partir d'aquell moment, visqueren a l'Hotel Ocean View de Durban (Sud-àfrica) fins a la fi dels seus dies. Miller morí el 1945, cinc anys abans que Ada Mary. No tingueren fills.

## Obra
El seu centre d'interès era el domini franc de Grècia, incloent-hi els estats croats establerts en territori grec després de la Quarta Croada. Fou un dels lletrats més destacats del seu camp a principis del segle xx i autor de diversos estudis de referència.
Tot i que la seva obra porta la marca «d'una vista romàntica de les Croades i de l'expansió franca a la Mediterrània oriental» típica de les tendències occidentals del segle xix i és considerat «clarament superada» per les investigacions de les últimes dècades, fou molt influent i encara es fa servir avui en dia.
La seva obra The Latins in the Levant, del 1908, en particular, ha «restat durant dècades el relat de referència en llengua anglesa sobre aquest període» i «encara és la referència principal dels estudiants de primer cicle que cerquen informació sobre la Grècia medieval». La seva influència també es feu sentir a Grècia, on ja el 1909–1910 l'universitari Spirídon Lambros en publicà una traducció expandida.